# Hafnocendichlorid
Hafnocendichlorid je organická sloučenina hafnia, se vzorcem (C5H5)2HfCl2. Jedná se o bílou pevnou látku, omezeně rozpustnou v organických rozpouštědlech. Tato sloučenina je oproti svým lehčím homologům, zirkonocendichloridu a titanocendichloridu, mnohem méně prozkoumaná. Samotný hafnocen je předmětem pouze akademického zájmu, ale některé jeho lépe rozpustné deriváty se používají jako prekatalyzátory polymerizace alkenů. Oproti zirkoniovému analogu je tato sloučenina mnohem odolnější vůči redukcím.
Příprava se provádí podvojnou záměnou z chloridu hafničitého:
2 NaC5H5 + HfCl4 → (C5H5)2HfCl2 + 2 NaCl

## Deriváty
Hydrolýzou vzniká trimer [(C5H5)2HfO]3.
Chloridové ligandy lze nahradit jinými halogenidy.
Z hafnocendichloridu lze podvojnou záměnou získat bis(fosfidy) (C5H5)2Hf(PR2)2.